# The Disney Afternoon
The Disney Afternoon (más tarde conocida internamente como Disney-Kellogg Alliance cuando no tenía marca), a veces abreviada como TDA, era un bloque de programación de dos horas de series de televisión animadas creado para su distribución. Fue producido por Walt Disney Television Animation y distribuido a través de su filial de sindicación Buena Vista Television. Cada programa del bloque ha emitido reposiciones en Disney Channel y Toon Disney. Las series animadas más destacadas del bloque son: Los osos Gummi, Patoaventuras, Chip 'n Dale: Rescue Rangers, TaleSpin, Pato Darkwing, La Tropa Goofy, Bonkers y Gargoyles. Disney Channel emitía cuatro series en "Block Party", un bloque de dos horas que se transmitía de lunes a viernes al final de la tarde o temprano en la noche.
El bloque de The Disney Afternoon tenía cuatro segmentos de media hora, cada uno de los cuales contenía una serie animada. A medida que terminaba cada temporada, la programación cambiaba: las tres restantes subían de horario y se agregaba un nuevo programa al final. The Disney Afternoon presentó segmentos animados únicos que consistían en su apertura y "envoltorios" de los programas de dibujos animados.
The Disney Afternoon se emitió originalmente del 10 de septiembre de 1990 al 29 de agosto de 1997. Para las temporadas de televisión de 1997 y 1998, perdió su nombre, pero fue conocido internamente como Disney-Kellogg Alliance, reducido a 90 minutos, seguido de su reemplazo gradual por Disney's One Too para UPN en 1999. Algunos de los programas también se transmitieron los sábados por la mañana en ABC y CBS al mismo tiempo que sus transmisiones sindicadas originales en The Disney Afternoon.
La Tropa Goofy es el único programa que llega a la década de 2000, con el final directo en video de 2000 An Extremely Goofy Movie. En las décadas de 2010 y 2020 se produjeron resurgimientos de algunos programas como Patoaventuras como un reinicio y Pato Darkwing como un programa dentro del reinicio en Disney Channel (y Disney XD), un reinicio de Disney+ y Chip 'n Dale: Rescue Rangers con una película híbrida de animación de acción real en Disney+, estrenada en 2022.

## Antecedentes
The Disney Afternoon se remonta a cuando Michael Eisner se convirtió en director ejecutivo de Disney en 1984 y su impulso hacia la producción televisiva animada constante, que se basaría en nuevos personajes para atraer nuevos fanáticos jóvenes, con un departamento de animación televisiva recién lanzado. Organizó una reunión dominical en su casa compuesta por creativos. Incluyeron a Tad Stones de animación y Jymn Magon y Gary Kriesel de la división de música. Stones propuso Mickey and the Space Pirates, pero fue rechazado porque Mickey Mouse es el símbolo de la compañía, por lo que querían hacerle lo correcto. Stones también propuso una serie de televisión Rescuers; la secuela ya estaba en desarrollo en ese momento. Eisner sugirió el osito de goma como serie, dado que a sus hijos les gustaban los dulces. Los dos primeros programas de Disney Television Animation, Los Wuzzles y Los osos Gummi, se vendieron a dos cadenas, CBS y NBC, respectivamente, para sus bloques de dibujos animados del sábado por la mañana.

## Historia

### The Disney Afternoon
Patoaventuras, la serie que serviría como plataforma de lanzamiento de lo que se convertiría en The Disney Afternoon, se estrenó en su primera distribución en el otoño de 1987. Dos años más tarde, en el otoño de 1989, Chip 'n Dale: Rescue Rangers se unió a DuckTales, y ambas series se ofrecieron en distribución como un bloque de programa de una hora de duración. The Disney Afternoon mantuvo estos programas, agregó Gummi Bears y TaleSpin, y se estrenó el 10 de septiembre de 1990 a través del brazo de distribución de Disney, Buena Vista Television.
DuckTales se había transmitido en muchas filiales de la entonces joven cadena Fox y su grupo de estaciones propias y operadas, incluida KTTV en Los Ángeles; esto puede deberse al hecho de que el director de operaciones de Walt Disney Company en ese momento, Michael Eisner, y su entonces homólogo de Fox, Barry Diller, habían trabajado juntos anteriormente en ABC y Paramount Pictures. Sin embargo, mientras se lanzaba Chip 'n Dale, Disney estaba en el proceso de comprar la estación independiente de Los Ángeles KHJ-TV de RKO General. A través de Buena Vista Television, Disney optó por reclamar los derechos de transmisión de DuckTales en Los Ángeles y lo trasladó de KTTV para emparejarlo con Chip 'n Dale en su estación recién adquirida, que pasó a llamarse KCAL-TV en diciembre de 1989. Furioso por el incumplimiento de contrato, Diller retiró DuckTales de todas las demás estaciones propiedad y operadas por Fox en el otoño de 1989. Diller también alentó a los afiliados de la red a hacer lo mismo, aunque la mayoría no lo hizo inicialmente. Esto provocó la formación de represalia de Fox Kids. (Irónicamente, la mayoría de los activos de Fox Kids serían comprados por Disney en 2001 mediante la adquisición de Fox Family Worldwide).
A medida que pasaban los años, se agregarían nuevos programas al final del bloque, y los programas más antiguos se eliminarían de la programación. En la temporada 1991-92, por ejemplo, se eliminó Gummi Bears y se agregó Darkwing Duck al final. Después de que DuckTales, Chip 'n Dale Rescue Rangers y TaleSpin fueron eliminados del bloque en 1992, 1993 y 1994 respectivamente, y fueron reemplazados por La Tropa Goofy, Bonkers, Gargoyles y Aladdín ya que esos programas continuaron repitiéndose en sindicación hasta 1996.
Para la quinta temporada en 1994, el bloque había sufrido un cambio de imagen, siendo la marca principal las iniciales del bloque, TDA. En este punto, se abandonó la idea original de agregar y eliminar programas anualmente, ya que tanto los programas nuevos como los antiguos ahora se eliminaban durante toda la semana o solo se transmitían en ciertos días. Los cuatro programas originales desaparecieron de la programación en la temporada 1995-1996. La programación en este punto incluía a Aladdín, La Tropa Goofy y Pato Darkwing, mientras que un espacio diario se dividió entre The Shnookums and Meat Funny Cartoon Show y Gargoyles, finalizando tres días a la semana de Bonkers.
The Disney Channel desarrolló un bloque de programación similar llamado "Block Party", que se estrenó el 2 de octubre de 1995 (se transmitió al mismo tiempo que la sexta temporada de TDA) y se programó y eliminó de manera similar con las primeras series de Disney Afternoon de Darkwing Duck, TaleSpin, DuckTales y Chip 'n Dale: Rescue Rangers.

### Disney-Kellogg's Alliance
En agosto de 1996, debido a la disminución del negocio en el mercado de televisión infantil sindicada debido a nuevos competidores como las redes de cable Cartoon Network y Nickelodeon, y las nuevas cadenas The WB y UPN en tener sus propios bloques infantiles, Buena Vista acordó con Leo Burnett se encargará de comercializar y distribuir una versión renovada del bloque para las temporadas de televisión 1997–98 y 1998–99. Buena Vista se asoció con Leo Burnett y Kellogg's, que había sido uno de los principales patrocinadores de The Disney Afternoon, para comprar una cantidad de inventario publicitario dedicado. El nuevo bloque no llevaba ninguna marca general, pero internamente se lo conocía como "Disney-Kellogg Alliance".
Con el inicio de la temporada el 1 de septiembre de 1997, el bloque eliminó el nombre de The Disney Afternoon, a media hora del bloque eliminado y la serie Gargoyles. Pasaron a Disney Channel Disney's Aladdin y Timon & Pumbaa de El rey león. 101 dálmatas, que se compartió con Disney's One Saturday Morning de ABC (que transmitió su propia serie de episodios), se estrenó en el bloque. Las reposiciones de Mighty Ducks y Quack Pack compartieron el segundo espacio los lunes, martes y de miércoles a viernes, divididos respectivamente. Las repeticiones de DuckTales llenaron el tercer espacio de media hora, con flexibilidad para que la estación local lo transmitiera en otros momentos.
En 1998, Disney llegó a un acuerdo para programar un nuevo bloque infantil para UPN, Disney's One Too, como reemplazo del bloque interno UPN Kids de esa cadena. El bloque sindicado duró hasta el debut de One Too el 6 de septiembre de 1999.

## Programación
A lo largo de los años, el bloque presentó los siguientes programas:
| Serie                                     | Ejecución del bloque | Red(es)                 |
| ----------------------------------------- | -------------------- | ----------------------- |
| Los osos Gummi                            | 1990-91              | NBC; ABC                |
| Patoaventuras                             | 1990-92; 1997-99     | -                       |
| Chip 'n Dale: Rescue Rangers              | 1990-93              | The Disney Channel      |
| TaleSpin                                  | 1990-94              | The Disney Channel      |
| Pato Darkwing                             | 1991-95; 1996–97     | The Disney Channel; ABC |
| La Tropa Goofy                            | 1992-96              | The Disney Channel; ABC |
| Bonkers                                   | 1993-96              | The Disney Channel      |
| Aladdin                                   | 1994-97              | The Disney Channel; CBS |
| Gargoyles                                 | 1994-97              | ABC                     |
| The Shnookums and Meat Funny Cartoon Show | 1995                 | -                       |
| The Lion King's Timon & Pumbaa            | 1995-97              | CBS; Toon Disney        |
| Quack Pack                                | 1996-98              | -                       |
| Mighty Ducks                              | 1996-98              | ABC                     |
| 101 dálmatas: la serie                    | 1997-98              | ABC                     |
| Hercules                                  | 1998-99              | ABC                     |
| Disney's Doug                             | 1998-99              | ABC                     |